# Graptodytes amaenus
Graptodytes amaenus är en skalbaggsart som först beskrevs av François Louis Nompar de Caumont de Laporte 1840.  Graptodytes amaenus ingår i släktet Graptodytes och familjen dykare. Inga underarter finns listade i Catalogue of Life.